# プブリウス・プラウティウス・プロクルス
プブリウス・プラウティウス・プロクルス,（ラテン語: Publius Plautius Proculus、生没年不詳）は紀元前4世紀の共和政ローマの政治家。紀元前328年に執政官（コンスル）を務めた。

## 出自
プレブス（平民）であるプラウティウス氏族の出身。その他に関しては不明である。

## 経歴
ティトゥス・リウィウスによれば、プロクルスは紀元前329年に執政官に就任。同僚執政官はプブリウス・コルネリウス・スカプラであった。
リウィウスは、この年は外交でも内政でも、特筆すべきことは何も起こらなかったと記載している。
カピトリヌスのファスティのこの部分は現在は欠落してしまっているが、それを参照したシケリアのディオドロスは、紀元前328年の執政官をガイウス・プラウティウス・デキアヌスとプブリウス・コルネリウス・スキピオ・バルバトゥスとしている。

## 参考資料
- ティトゥス・リウィウス『ローマ建国史』
- シケリアのディオドロス『歴史叢書』